# Saint-Hernin
Saint-Hernin (bret. Sant-Hern) – miejscowość i gmina we Francji, w regionie Bretania, w departamencie Finistère.
Według danych na rok 1990 gminę zamieszkiwało 776 osób, a gęstość zaludnienia wynosiła 26 osób/km² (wśród 1269 gmin Bretanii Saint-Hernin plasuje się na 679. miejscu pod względem liczby ludności, natomiast pod względem powierzchni na miejscu 277.).